# 恒基數碼科技

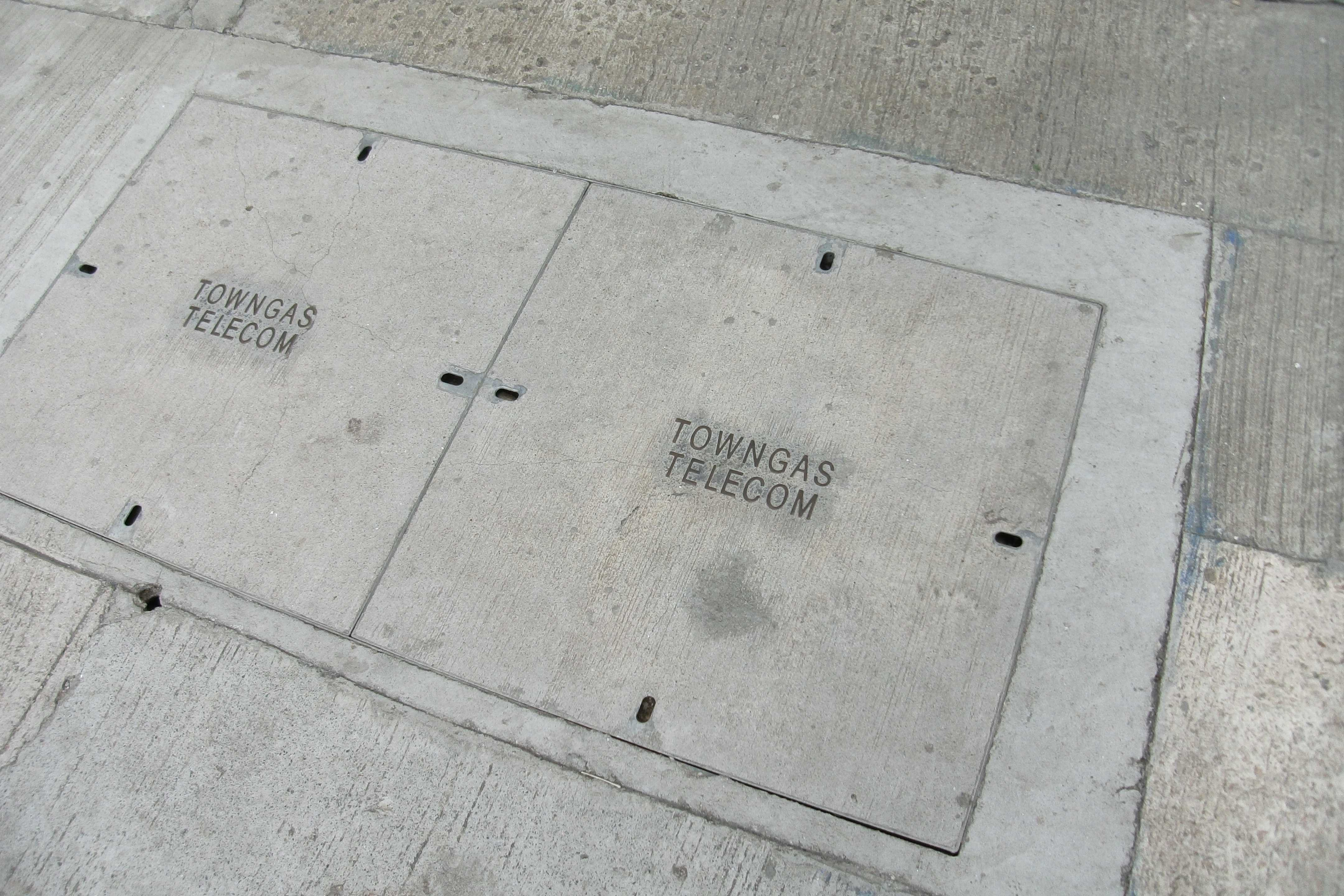
Towngas Telecom（名氣通電訊）沙井蓋

恒基數碼科技有限公司（除牌當時為8023.HK），前香港上市公司，創辦於2000年，主要業務數據中心等。香港中華煤氣有限公司及恆基兆業發展有限公司是當時最大股東之一。
當時是2000年7月14日分拆在香港交易所創業板上市。
名氣通電訊為香港中華煤氣集團之子公司，於2004年正式成立，主要業務包括網絡連接、智能．雲端及數據中心等。自2007年起拓展內地業務，成績斐然，現時業務遍至香港、深圳、北京、廣東、黑龍江、遼寧、山東、江蘇等。

## 外部連結
- 名氣通電訊 （页面存档备份，存于）
- 香港創業板　對中小企業板的借鑒作用[永久]
- 寻找私有化公司投资机会[永久]
- 陸叔理財：恆基系私有化陸續有來 - 2005年8月18日[永久]